# Plover (Wisconsin)
Plover és una població dels Estats Units a l'estat de Wisconsin. Segons el cens del 2000 tenia 10.520 habitants.

## Demografia
Segons el cens del 2000, Plover tenia 10.520 habitants, 3.985 habitatges, i 2.845 famílies. La densitat de població era de 477,9 habitants per km².
Dels 3.985 habitatges en un 39,5% hi vivien nens de menys de 18 anys, en un 59,9% hi vivien parelles casades, en un 8,4% dones solteres, i en un 28,6% no eren unitats familiars. En el 20,8% dels habitatges hi vivien persones soles el 4,6% de les quals corresponia a persones de 65 anys o més que vivien soles. El nombre mitjà de persones vivint en cada habitatge era de 2,63 i el nombre mitjà de persones que vivien en cada família era de 3,11.
Per edats la població es repartia de la següent manera: un 28,8% tenia menys de 18 anys, un 9,8% entre 18 i 24, un 32,1% entre 25 i 44, un 22,9% de 45 a 60 i un 6,5% 65 anys o més.
L'edat mediana era de 33 anys. Per cada 100 dones de 18 o més anys hi havia 97 homes.
La renda mediana per habitatge era de 51.238 $ i la renda mediana per família de 60.146 $. Els homes tenien una renda mediana de 40.206 $ mentre que les dones 26.521 $. La renda per capita de la població era de 23.085 $. Aproximadament el 4,2% de les famílies i el 6% de la població estaven per davall del llindar de pobresa.

## Poblacions més properes
El següent diagrama mostra les poblacions més properes.